# Публий Стертиний Кварт
Публий Стертиний Кварт (лат. Publius Stertinius Quartus) — римский политический деятель первой половины II века.
Его отцом был консул-суффект 92 года Луций Стертиний Авит. В 112 году Кварт занимал должность консула-суффекта вместе с Титом Юлием Максимом. Между 126 и 127 годом он находился на посту проконсула провинции Азия. Его младшим братом был консул-суффект 113 года Луций Стертиний Норик.